# Aleksandr Izvolskij

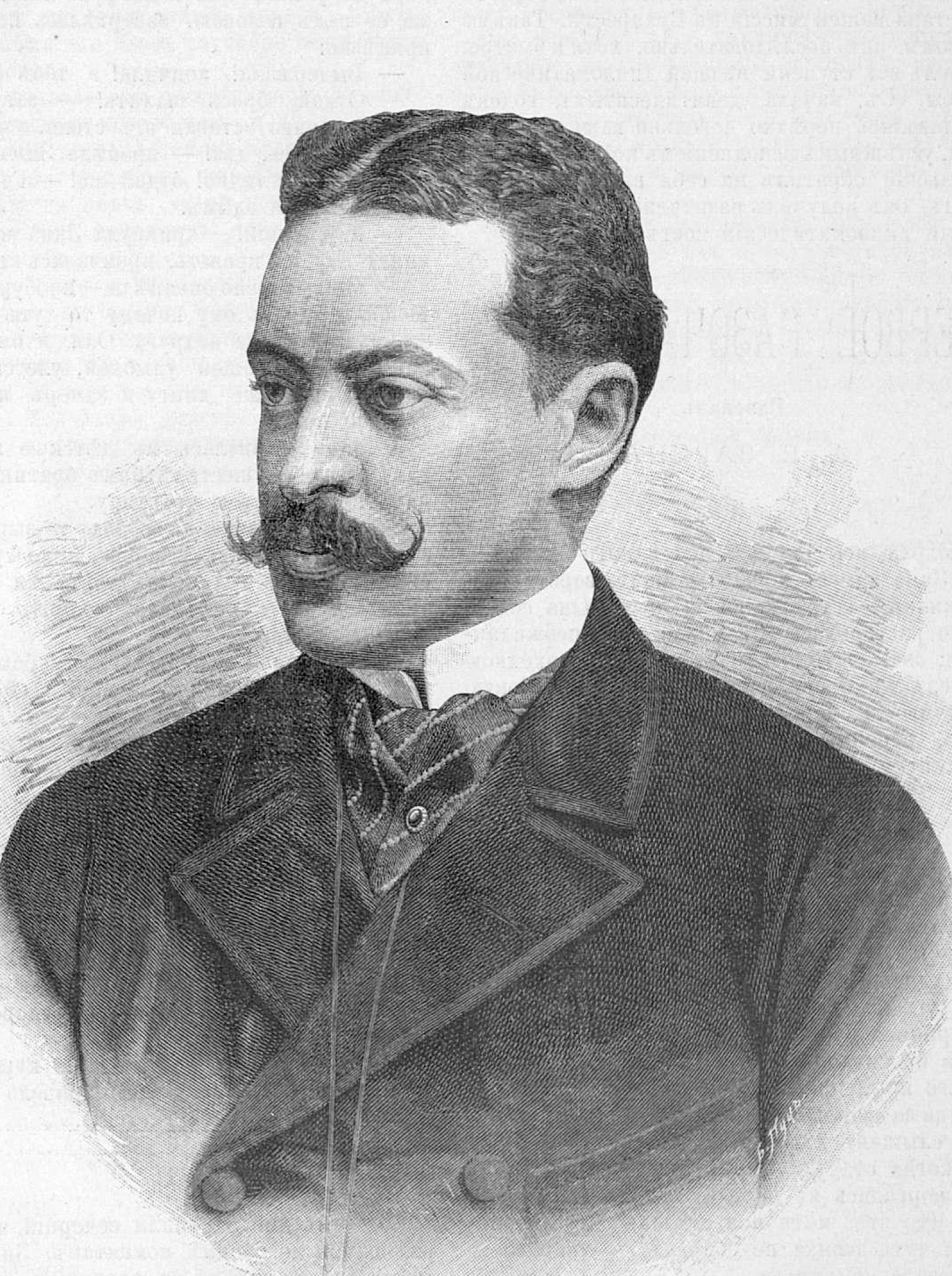
Aleksandr Izvolskij

Aleksandr Petrovitj Izvolskij, född 18 mars 1856 i Moskva, död 16 augusti 1919 i Paris, var en rysk diplomat och utrikesminister 1906-1910.

## Biografi
Izvolskij var ryskt sändebud vid den heliga stolen 1894-1897, i Belgrad från 1897, i Tokyo från 1899 där han förgäves försökte mildra den allt mer militanta ryska asienpolitiken som 1904 resulterade i Rysk-japanska kriget, och i Köpenhamn från 1903. Han var rysk utrikesminister från april 1906 till november 1910 då han tillträdde tjänsten som rysk ambassadör i Paris som han behöll till februarirevolutionen 1917. 
Som utrikesminister hade Izovolskij till huvuduppgift att bevaka Rysslands position i den allianspolitik som föregick första världskriget. Izvolskij föreslog 1907 ett upphävande av förbudet i 1856 års Ålandskonvention för Ålands befästande. Förslaget ledde till kritik från bland annat Sverige och avvisades. Större framgång hade Izvolskij med sitt närmande till Storbritannien. Izvolskij lyckades lösa de tidigare motsättningar som fanns mellan de båda stormakterna om inflytande i Afghanistan, Persien och Tibet och 1907 nåddes en uppgörelse som resulterade i Trippelalliansen där också Frankrike ingick. Hans strävan att återupprätta Rysslands inflytande i Europa ledde dock till konflikter med Österrike-Ungern mot vilken han försökte ena de små balkanstaterna. Han bidrog härigenom till den upptrappning mellan de två maktgrupperingarna, trippelalliansen och trippelententen, som föregick krigutbrottet 1914.
Izvolskij tvingades avgå 1910 sedan han inte kunnat tillvarata ryska flottintressen i Medelhavet eller hindra Österrike-Ungern från att annektera Bosnien. Annekteringen ledde till hård kritik mot honom från serber, som ansåg att Bosnien var en del av Serbien, och från den starka panslavistiska rörelsen i Ryssland. 
Som ambassadör i Paris fortsatte han att arbeta för ett närmande mellan västmakterna och Ryssland. Han stannade kvar i Paris efter ryska revolutionen och förespråkade en intervention av västmakterna till stöd för den vita armén i det ryska inbördeskriget.